# 徒単皇后 (金海陵王)
徒単皇后（とぜんこうごう、1120年 - 1170年）は、金の廃帝海陵王の皇后。

## 生涯
徒単斜也の娘。徒単氏は女真貴族の家系で、海陵王の嫡母（永寿宮皇太后）の他、のちに廃帝衛紹王や哀宗の皇后も出している。
諸侯王時代の迪古乃（のちの海陵王）の王妃となり、海陵王が即位すると、まず恵妃に封ぜられた。天徳2年（1150年）3月27日、次男の光英（のちの皇太子）を産んだ。同年9月、皇后に立てられた。寵愛は受けなかったが、太子の母として重んじられた。
海陵王が南宋に親征すると、太子の光英とともに留守を守った。世宗が即位して海陵王と太子光英が殺されると、徒単氏は王妃に降格され、中都にうつって海陵王の生母大氏の旧宅に住んだ。その後、世宗は徒単氏をあわれんで上京の実家に帰し、歳幣（年金）2000貫を与えて養わせた。

## 子女
- 太子 光英

## 伝記資料
- 『金史』